# 矢野仁一
矢野 仁一（やの じんいち、明治5年5月13日（1872年6月18日） - 1970年（昭和45年）1月2日）は、日本の東洋史研究者。京都帝国大学名誉教授。

## 経歴
1872年、現在の山形県米沢市生まれ。第一高等学校を経て、東京帝国大学文科史学科で学ぶ。1899年に同大学を卒業。
卒業後は東京帝国大学文科助教授となり、1905年に清朝の招聘により北京の法政学堂(進士館教習)に勤務。1912年、京都帝国大学助教授、1920年より教授。1932年に定年退官し、名誉教授となる。

## 活動
- 中国近現代史研究の先駆者の一人であり、戦時期には「中国非国論」を主張して満州国建国を擁護する論陣を張った。
- 戦後は表立った著述活動はしなかったが、最晩年に文化大革命を批判した。

## 著書
- 『近代蒙古史研究』 弘文堂書房 1925
- 『近代支那史』 弘文堂書房 1926（支那学叢書 第2編）
- 『現代支那研究』 弘文堂書房 1926
- 『近代支那の政治及文化』 イデア書院 1926
- 『支那近代外国関係研究 ポルトガルを中心とせる明清外交貿易』 弘文堂書房 1928
- 『満洲における我が特殊権益』 弘文堂書房 1928
- 『近世支那外交史』 弘文堂書房 1930
- 『満洲国歴史』 目黒書店 1933
- 『国民東洋史大綱』 目黒書店 1933
- 『現代支那概論 動く支那』 目黒書店 1936
- 『現代支那概論 動かざる支那』 目黒書店 1936
- 『日清役後支那外交史』 東方文化学院京都研究所 1937
- 『長崎市史』 通交貿易編 東洋諸国部 長崎市1938
- 『支那外交史とイギリス』 第1 アヘン戦争と香港 弘文堂書房 1939／中公文庫 1990
- 『支那外交史とイギリス』 第2 アロー戦争と円明園 弘文堂書房 1939／中公文庫 1990
- 『満洲近代史』 弘文堂書房 1941
- 『清朝末史研究』 大和書院 1944
- 『大東亜史の構想』 目黒書店 1944
- 『古中国と新中国』 ＜カルピス文化叢書＞三島海雲 1965 非売品
- 『中国人民革命史論』 三島海雲 1966 非売品

### 回想・評伝
- 『東方学回想 III 学問の思い出〈1〉』（東方学会編、刀水書房、2000年）- 門下生達と座談会での回想を収録
- 岡本隆司「第2章 矢野仁一　王道政治と中国社会」-『近代日本の中国観』（講談社選書メチエ、2018年）